# Drago Paris
 (mars 2020).
 (septembre 2024).
Drago Paris est une entreprise française de fabrication de médailles, trophées et insignes militaires, créée en 1920 par Joseph Drago né le 28 mai 1883 à Nice (Alpes-Maritimes) et mort le 25 juillet 1964 dans la même ville.

## Histoire

### Joseph Séraphin Drago (1883-1964)
L’entreprise Drago Paris doit son nom à Joseph Séraphin Marie Drago (1883-1964), fils de Charles Drago, employé de la ville de Nice, récompensé par la médaille d’honneur du travail en 1920. Joseph Drago se passionne pour l’art de la gravure sur métaux. Il crée son atelier-entreprise de graveur éditeur dès 1912 au 39, rue Gioffredo à Nice avec une filiale à Paris, inscrite au registre du commerce en 1920.
L’entreprise est alors spécialisée dans l’art de l’insigne militaire : des objets d’artisanat associant l’art de la gravure à celui de l’émail grand feu. Elle réalise une grande variété de signes d’appartenance arborés pour les états-majors et unités de l’Armée Française.
L'atelier propose également des médailles civiles, des médailles pour les sportifs et des prestations de gravure manuelle sur tout support.

### Charles Émile Drago (1908-1976)

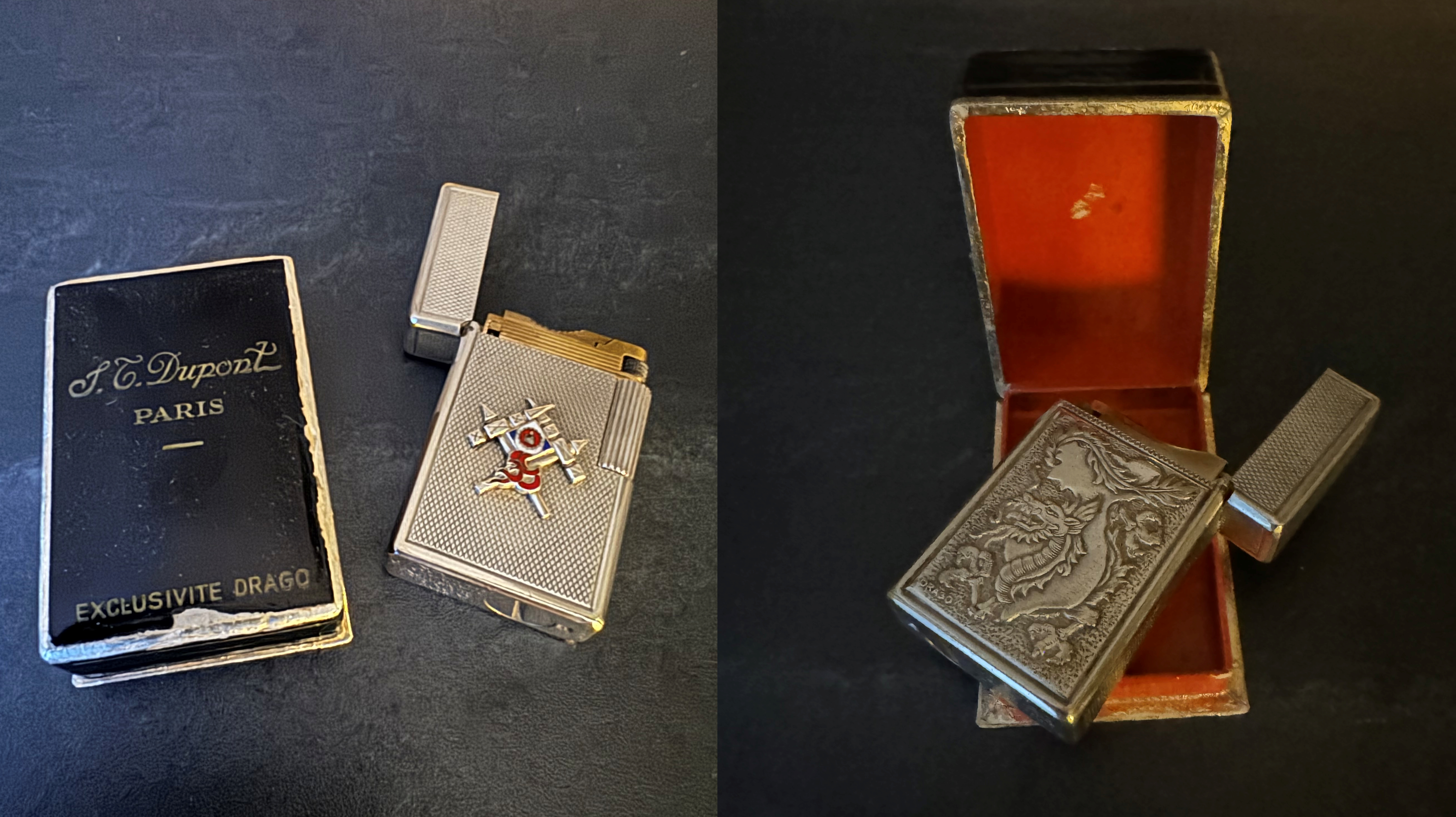
Briquet à essence d'officier du 3e bataillon thaï en Indochine française produit en 1949 par S.T. Dupont en exclusivité pour la maison Drago avec insigne fabriqué par cette dernière, soudé sur une des faces.

Charles Émile Drago (Nice, 14 mai 1908 — Villefranche-sur-Mer, 17 juillet 1976), fils de Joseph Drago, reprend l’atelier familial en 1948. Il s’installe à Paris, rue Béranger dans le 3e arrondissement, au plus près des grands corps d’armée français, dont il continue à créer les insignes. La filiale parisienne déménage ensuite au 43, rue Olivier-Métra dans le 20e arrondissement, non loin de l’Agence comptable des services industriels de l’armement (Acsia) située à cette époque au 82, rue des Pyrénées.
L'entreprise Drago connaît un important développement pendant la guerre d'Indochine, en réalisant de nombreux insignes militaires pour le conflit et en commercialisant des briquets sous sa marque dont les plus onéreux sont fabriqués par la société S.T. Dupont.
Dans les années 1950, Charles Drago prête son nom à une compétition de football nationale pour laquelle l'entreprise fabrique le trophée : la Coupe Charles Drago. 
L’entreprise parisienne déménage 3, rue de Romainville dans le 19e arrondissement à partir de 1952, près du siège du SDECE situé boulevard Mortier. Le siège niçois quitte la rue Grioffredo à Nice pour le numéro 21, boulevard Carnot dans les années 1960.
Charles Drago est un grand collectionneur d’insignes. Il participe en 1964 à une exposition au Cercle National des Armées à Paris où sa collection est exposée.

## Actualités
L'entreprise Drago Paris a été choisie pour fabriquer les pin's des Jeux olympiques de Paris 2024. Une référence a connu particulièrement un franc succès : le pin's pigeon, symbole emblématique de Paris.